# Zarza el africano
Zarza (zarzas o Zarxas, en griego antiguo: Ζάρζας, Ζάρξας) fue un militar de origen libio.
Era comandante de un cuerpo de mercenarios al servicio de Cartago, y participó en la rebelión de los mercenarios. Acosado por Amílcar Barca y sin suministros, los mercenarios se tuvieron que rendir presionados por el hambre. Amílcar le hizo crucificar (hacia 238 a. C.).